# مارچلا برتینتی
مارچلا برتینتی (ایتالیایی: Marcello Bertinetti; ۲۶ آوریل ۱۸۸۵ – ۳۱ ژوئیهٔ ۱۹۶۷) شمشیرباز اهل ایتالیا بود.
وی در مسابقات کشوری و بین‌المللی در مجموع برندهٔ ۲ مدال طلا، ۲ مدال نقره، ۱ مدال برنز شده‌است.